# Cloudy Sky
Cloudy Sky （クラウディ・スカイ）は、日本の女性シンガーソングライター、biceの5枚目、最後のシングル。2002年2月27日に徳間ジャパンコミュニケーションズから発売された（TKCA-72314）。

## 概要
biceの2枚目のフル・アルバム、『let love be your destiny』（2002年）からの3曲入りの先行シングルで、bice自身によるセルフ・プロデュース作品。シングルとしては最後の作品となった。CD帯のキャッチコピーは「気だるい湿度、そしてそれを切り裂くスピード感 - biceの描く新たな水平線」。
タイトル曲の作詞には、2000年に永井真理子へ提供した楽曲「愛が醒めるとき」（アルバム『ちいさなとびら』収録）で共作したのが縁となり、bice自身のアルバム『Nectar』（2001年）にも1曲詞を書き下ろした、松本隆が再度起用されている。この詞について彼女は「英語でくるんじゃないかという予想をしていたら日本語詞がきて、始めはとまどった」が、何度も歌っているうちに素直に良い歌だと思えるようになったといい、「松本さんは全てを見通した上で詞を書いているんでしょうね。たぶん松本さんは、『生ぬるい事を歌うよりも、今のbiceはリアルなものを歌った方がいんじゃないか』って思ってくれたんじゃないかな? 何だか愛を感じましたね（笑）」と語っている。
3曲目の「私とポールの事」は、NHK BS hi キャンペーンソングとして制作された曲で、リリースに先立って2001年10月から放映が開始されていた。タイトル中の「ポール」は、ポール・マッカートニーに由来する。

## 収録曲
1. Cloudy Sky
  - 作詞：松本隆、作曲：bice、編曲：bice
2. Slow dive
  - 作詞：bice、作曲：bice、編曲：bice
3. 私とポールの事
  - 作詞：bice、作曲：bice、編曲：bice

NHKのデジタル・ハイビジョン・キャンペーンソング

## 参加ミュージシャン
- 小松シゲル - ドラムス、ティンパニ
- Jimmy - エレクトリック・ギター、ベース
- 須川基 - ドラムス
- 永田太郎 - エレクトリック・ギター、アコースティック・ギター
- 千ヶ崎学 - ベース
- bice - その他の演奏全て

## エンジニア、その他スタッフ
- 高山徹 - ミキシング
- 多田聖樹 - ミキシング
- 前田もとひこ - 録音、ミキシング
- 近藤祥昭 - 録音